# 1241 год
1241 (ты́сяча две́сти со́рок пе́рвый) год  по юлианскому календарю — невисокосный год, начинающийся во вторник. Это 1241 год нашей эры, 1‑й год 5‑го десятилетия XIII века 2‑го тысячелетия, 2‑й год 1240‑х годов. Он закончился 784 года назад.
| Пн | Вт | Ср | Чт | Пт | Сб | Вс |
|    | 1  | 2  | 3  | 4  | 5  | 6  |
| 7  | 8  | 9  | 10 | 11 | 12 | 13 |
| 14 | 15 | 16 | 17 | 18 | 19 | 20 |
| 21 | 22 | 23 | 24 | 25 | 26 | 27 |
| 28 | 29 | 30 | 31 |    |    |    |

| Пн | Вт | Ср | Чт | Пт | Сб | Вс |
|    |    |    |    | 1  | 2  | 3  |
| 4  | 5  | 6  | 7  | 8  | 9  | 10 |
| 11 | 12 | 13 | 14 | 15 | 16 | 17 |
| 18 | 19 | 20 | 21 | 22 | 23 | 24 |
| 25 | 26 | 27 | 28 |    |    |    |

| Пн | Вт | Ср | Чт | Пт | Сб | Вс |
|    |    |    |    | 1  | 2  | 3  |
| 4  | 5  | 6  | 7  | 8  | 9  | 10 |
| 11 | 12 | 13 | 14 | 15 | 16 | 17 |
| 18 | 19 | 20 | 21 | 22 | 23 | 24 |
| 25 | 26 | 27 | 28 | 29 | 30 | 31 |

| Пн | Вт | Ср | Чт | Пт | Сб | Вс |
| 1  | 2  | 3  | 4  | 5  | 6  | 7  |
| 8  | 9  | 10 | 11 | 12 | 13 | 14 |
| 15 | 16 | 17 | 18 | 19 | 20 | 21 |
| 22 | 23 | 24 | 25 | 26 | 27 | 28 |
| 29 | 30 |    |    |    |    |    |

| Пн | Вт | Ср | Чт | Пт | Сб | Вс |
|    |    | 1  | 2  | 3  | 4  | 5  |
| 6  | 7  | 8  | 9  | 10 | 11 | 12 |
| 13 | 14 | 15 | 16 | 17 | 18 | 19 |
| 20 | 21 | 22 | 23 | 24 | 25 | 26 |
| 27 | 28 | 29 | 30 | 31 |    |    |

| Пн | Вт | Ср | Чт | Пт | Сб | Вс |
|    |    |    |    |    | 1  | 2  |
| 3  | 4  | 5  | 6  | 7  | 8  | 9  |
| 10 | 11 | 12 | 13 | 14 | 15 | 16 |
| 17 | 18 | 19 | 20 | 21 | 22 | 23 |
| 24 | 25 | 26 | 27 | 28 | 29 | 30 |

| Пн | Вт | Ср | Чт | Пт | Сб | Вс |
| 1  | 2  | 3  | 4  | 5  | 6  | 7  |
| 8  | 9  | 10 | 11 | 12 | 13 | 14 |
| 15 | 16 | 17 | 18 | 19 | 20 | 21 |
| 22 | 23 | 24 | 25 | 26 | 27 | 28 |
| 29 | 30 | 31 |    |    |    |    |

| Пн | Вт | Ср | Чт | Пт | Сб | Вс |
|    |    |    | 1  | 2  | 3  | 4  |
| 5  | 6  | 7  | 8  | 9  | 10 | 11 |
| 12 | 13 | 14 | 15 | 16 | 17 | 18 |
| 19 | 20 | 21 | 22 | 23 | 24 | 25 |
| 26 | 27 | 28 | 29 | 30 | 31 |    |

| Пн | Вт | Ср | Чт | Пт | Сб | Вс |
|    |    |    |    |    |    | 1  |
| 2  | 3  | 4  | 5  | 6  | 7  | 8  |
| 9  | 10 | 11 | 12 | 13 | 14 | 15 |
| 16 | 17 | 18 | 19 | 20 | 21 | 22 |
| 23 | 24 | 25 | 26 | 27 | 28 | 29 |
| 30 |    |    |    |    |    |    |

| Пн | Вт | Ср | Чт | Пт | Сб | Вс |
|    | 1  | 2  | 3  | 4  | 5  | 6  |
| 7  | 8  | 9  | 10 | 11 | 12 | 13 |
| 14 | 15 | 16 | 17 | 18 | 19 | 20 |
| 21 | 22 | 23 | 24 | 25 | 26 | 27 |
| 28 | 29 | 30 | 31 |    |    |    |

| Пн | Вт | Ср | Чт | Пт | Сб | Вс |
|    |    |    |    | 1  | 2  | 3  |
| 4  | 5  | 6  | 7  | 8  | 9  | 10 |
| 11 | 12 | 13 | 14 | 15 | 16 | 17 |
| 18 | 19 | 20 | 21 | 22 | 23 | 24 |
| 25 | 26 | 27 | 28 | 29 | 30 |    |

| Пн | Вт | Ср | Чт | Пт | Сб | Вс |
|    |    |    |    |    |    | 1  |
| 2  | 3  | 4  | 5  | 6  | 7  | 8  |
| 9  | 10 | 11 | 12 | 13 | 14 | 15 |
| 16 | 17 | 18 | 19 | 20 | 21 | 22 |
| 23 | 24 | 25 | 26 | 27 | 28 | 29 |
| 30 | 31 |    |    |    |    |    |

## События

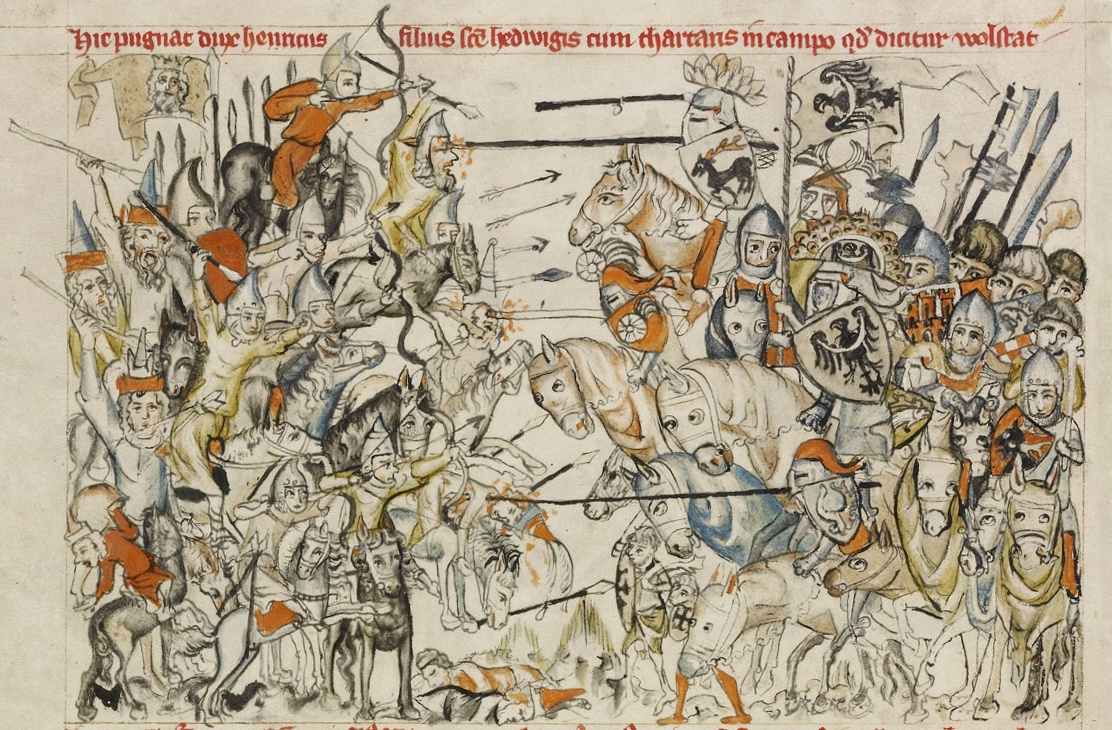
битва при Легнице (1241)

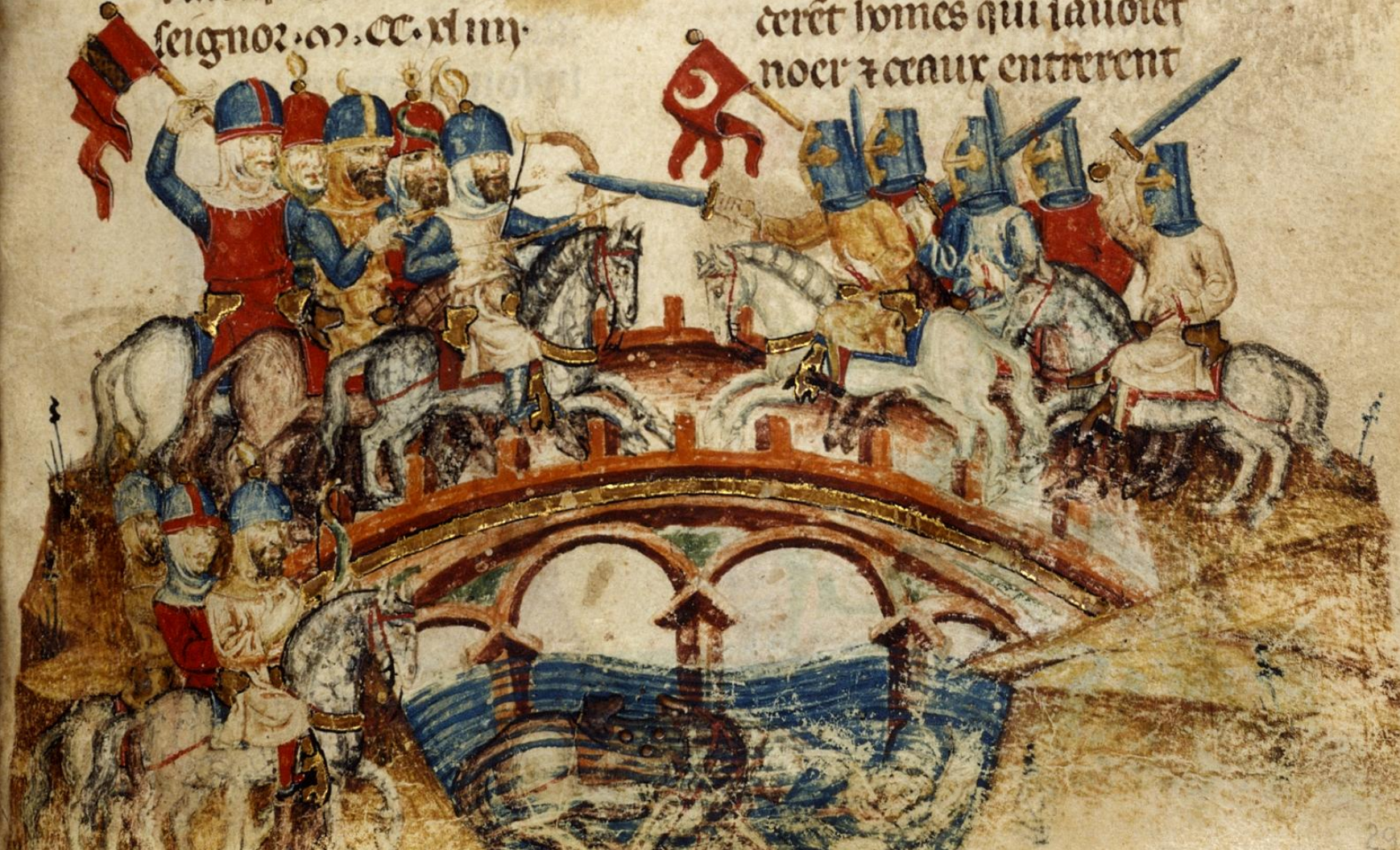
Битва на реке Шайо

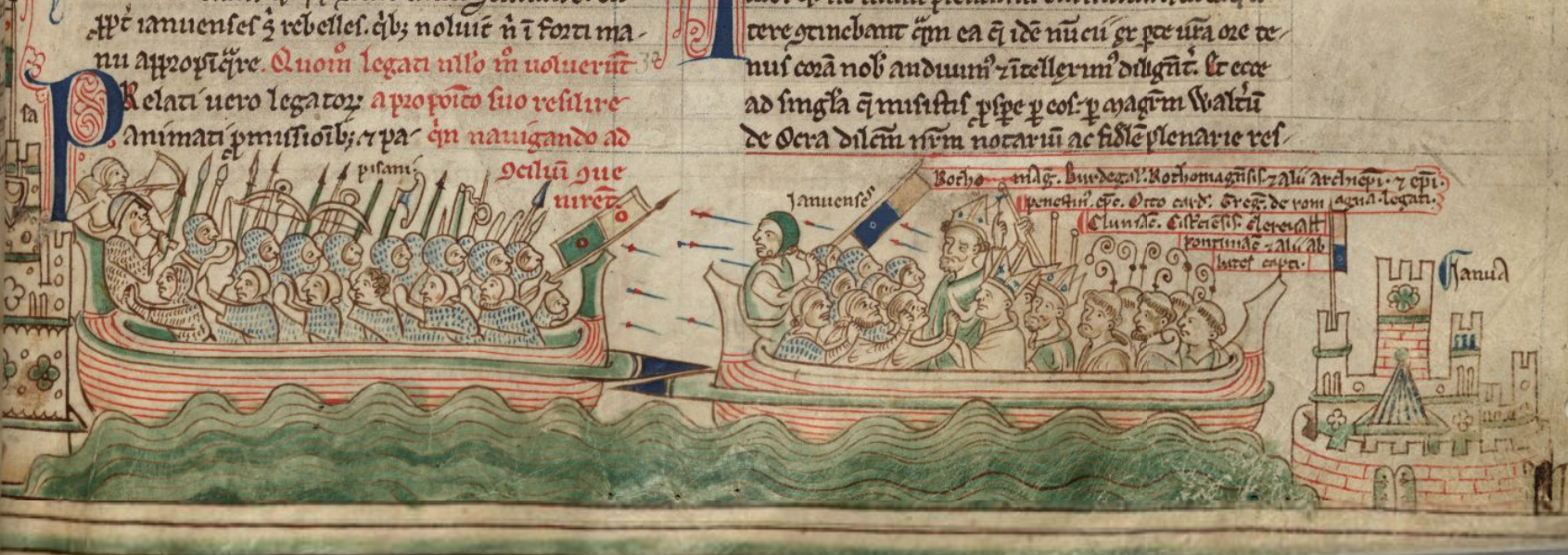
Битва при Мелории (1241)

- 1233—1241 — закончилась Никейско-латино-болгарская война. Вооружённый конфликт между Никейской империей, Болгарией и Латинской империей[1].
- 1239—1241 — закончился Крестовый поход баронов[2].
- 1239—1241 — закончилось восстание бабаи. Первое массовое выступление туркменских племён в государстве Сельджуков и обусловленное социальными и религиозными противоречиями внутри государства. Духовным лидером восстания был Баба Ильяс, военными действиями повстанцев руководил мюрид Баба Ильяса Исхак. Восстание окончательно подорвало и без того ослабленное сельджукское государство, подготовив почву для монгольского завоевания в 1241—1243 годах[3].
- 1240—1250 — Второй шведский крестовый поход в Финляндию[4].
- 3 мая — битва при Мелории: имперский флот победил генуэзский флот в Тирренском море[5].
- Сентябрь — Снорри Стурлусон, исландский скальд, убит Гицуром Торвальдссоном по приказу норвежского короля Хакона IV.
- Император Священной Римской империи Фридрих II, воюя против городов Италии, приверженных Святому Престолу, захватил Фаэнцу и Беневенто. Пытаясь помешать папе римскому провести церковный собор, Фридрих II начал топить корабли, на которых прибывали кардиналы.
- Создание Союза германских городов Любека и Гамбурга.
- Эрик IV унаследовал корону короля Дании после смерти отца Вальдемара II.
- Войска английского короля Генриха III вторглись в Уэльс.

### Монгольская империя
Правление: Угедей
- 1236—1242 — Западный поход монголов. Поход войск Монгольской империи в Восточную и Центральную Европу во главе с чингизидом Батыем и военачальником Субэдэем[6].
- 1241—1243 — Монгольское завоевание Анатолии[7].
  - Монгольская армия Байджу подошла к городу Эрзурум. Перед осадой монголы предложили жителям сдаться, получив отказ осадил город и после двухмесячной осады захватил его[7].
- 1241—1242 — первое Монгольское вторжение в Польшу (см. 1259-1260, 1287-1288)[8].
  - Январь — Темник Бурундай прорвался к Висле, где занял Люблин и Завихост, учинив великое опустошение[8].
  - Февраль — разорение Сандомира[8].
  - 13 февраля — разгром малопольского рыцарства в битве под Турском. Силы Бурундая, вероятно, возвратились на исходные базы в Руси[9].
  - Весна — монгольская армия разделилась на две части. Байдар и Кайду направлены в Польшу. Армия под командованием Бату и Субэдэя двинулась в Венгрию и Молдавию[9].
  - 12 марта — монгольские войска под предводительством Бату и Субэдэя с ходу штурмом овладели укреплённым Верецким перевалом и разгромили венгерскую стражу[9].
  - 18 марта — битва под Хмельником. Краковские и сандомирские войска разгромлены силами Байдара[9].
  - 28 марта — взятие монголами Кракова[9].
  - 9 апреля — разгром польско-германской армии монголами в битве при Легнице. Поражение силезских феодалов под командованием князя Генриха Набожного (пал в битве). Опустошение Польши и Силезии. Вторжение в Чехию[9].
- 1241—1242 — первое Монгольское вторжение в Венгрию[10].
  - Немногочисленный отряд Батыя прошёл через так называемые «Русские ворота» (Верецкий перевал в Карпатах)[10].
  - Корпус Кадана и Бури следовал через Молдавию, перейдя Карпаты через Родну и Трансильванию, разорив венгерские города Бистрицу, Орадю и Темешвар[10].
  - Отряд Бучека проследовал в Венгрию ещё более южным путём: через Валахию. Выйдя на Среднедунайскую низменность позднее прочих, войска Бучека заняли города южной Венгрии: Арад, Перг и Егрес[10].
  - Основные силы монголов под руководством Субэдея начали кампанию с победы над половцами в бассейне реки Сирет (на землях половецкого епископства), после чего проследовали в Венгрию[10].
  - 12 марта — битва на реке Шайо. Венгерская армия разбита войском Батыя, что позволила монголам примерно на две недели раньше прочих корпусов выйти на Паннонскую равнину[10].
  - 15 марта — передовые монгольские отряды под руководством Шибана вышли к Пешту, установив таким образом контакт с главными силами венгров[10].
  - 17 марта — пал Вац, около этого же времени монголы взяли Эгер и разбили отряд варадинского епископа[10].
  - 11 апреля — Битва на реке Шайо. Венгерская армия Белы IV потерпела сокрушительное поражение[11].
  - Монголы приступили к организации временной администрации на завоёванных территориях[10].
  - Начало июля — немцы, изначально собираясь выступить против монголов, сначала перенесли дату общего наступления на несколько недель, а потом и вовсе отказались от каких-либо активных действий[10].
  - Лето—осень — монголы предпринимали неоднократные попытки занять плацдармы на южном берегу Дуная и перенести военные действия на земли Священной Римской империи, но, как правило, терпели неудачу. Один из отрядов монголов (вероятно, это был отходивший из Польши корпус Байдара и Орду) вышел к Нойштадту (8 миль от Вены), однако, столкнувшись с объединённым чешско-австрийским войском, отступил за Дунай. Также есть сведения о поражении монголов от войск баварского герцога, а также от германского короля Конрада IV[10].

- Лето и зима 1241/1242 — набег монголов на Священную Римскую империю (часть Западного похода монголов)[12].
- 20 июня — бедственное положение Венгрии побудило императора Священной Римской империи Фридриха II Гогенштауфена (ещё в 1239 году отлучённого папой Григорием IX от церкви) в своей энциклике обратиться к христианским правителям Европы и к своим подданным о  борьбе с монголами[10].
- Начало раздоров в монгольской армии. Гаюк и Бура отозваны великим ханом в Монголию[8].
- 11 декабря — умер верховный хан Угэдэй. Получив об этом известие, монгольское войско вернулось в Дешт-и-Кипчак, выведя войска из Центральной Европы и с Балканского полуострова, для улаживания вопроса о наследовании власти[13].
- Великим ханом провозглашён Гаюк, враг Батыя. Борьба между домами Угедея и Джучи вступила в новую стадию[8].
- Завершение покорения монголами волжских булгар.
- Монгольское вторжение в Индию. Захвачен Лахор[14].

## Русь
Правление: 1238—1240, 1241—1243 (номинально) — Михаил Всеволодович
- Даниил Романович с братом Василько вернулись в разорённую татарами Волынскую землю. Даниилу приходится заново восстанавливать свою власть над Галицкой землей, ликвидируя очаги боярского сопротивления в гг. Галич, Перемышль, Бакоте и др. городах[15].
- Начало года — Лев Данилович с боярами возвращается из Венгрии на Русь к г. Водаве, где в это время находился его отец Даниил Романович[16].
- Даниил Романович переносит свою резиденцию из Галича в построенный им город Холм и вместе с братом Василько несколько лет восстанавливает разорённое татаро-монголами княжество[17].
- Михаил Всеволодович находившийся в Польше после убийства монгольских послов в 1239 году бежал в Силезию, после вторжения татаро-монгол в Европу, а в середине года вернулся в Киев, устроив свою резиденцию на острове реки Днепр[18].
- Ростислав Михайлович, сын Михаила Всеволодовича, получил Луцкое княжество, в соответствии с договорённостью 1239 года[15][18].
- Захват немецкими рыцарями Луги и строительство крепости Копорья[19].
- Март — по просьбе новгородцев, Ярослав Всеволодович присылает им сына Андрея Ярославича, при котором нападения немцев продолжались, мало того к ним присоединились эсты и литовцы. Новгородцы просят вновь вернуть им Александра Невского, который и возвращается в марте в город. Полки Александра Невского составленные из новгородцев, ладожан, карел, ижору выбили немцев из Копорья, взяв и полностью разрушив крепость, изменники из числа води и эстов были повешены, взяты заложники, которые вскоре прощены[19].
- Набег монголов, опустошены: Новогрудок, Волковыск, Слоним, Луцк, Пинск[20].
- Зима 1241/42 годов — попытка пленения русских князей Ростислава Михайловича и Даниила Романовича, которые были вынуждены бежать из Галицкого княжества в Венгрию. Разорение монголами Галицкого княжества "до Володавы"[21].
- Вспыхнуло восстание на острове Сааремаа.
- Обращение в православие под именем Иоанна пришедшего в Новгород прусского военачальника Гландо Камбило, сына Дивона, родоначальника фамилии Романовых.

## Начало правления
См.также: Список глав государств в 1241 году
- Болгария — царь Коломан I Асень (1241—1246).
- Монгольская империя — междуцарствие. Регент Дорегене (1241—1246).
- Папская область — Целестин IV (25 октября—10 ноября 1241). Престол оставался вакантным до 25 июня 1243 года.

## Наука
- Согласно Анналам Святого Николая из Пассау произошло солнечное затмение: «вскоре после полудня, когда солнце было в самом зените, оно внезапно покрылось причудливым мраком, так что его совершенно нельзя было увидеть, и почти целых четыре часа были видны звёзды, словно в ночное время»[22].

## Родились
- Василий Ярославич (князь владимирский)[23].

## Скончались
- 28 марта — Вальдемар II (король Дании).
- 9 апреля — Генрих II Набожный, король Польши[9].
- 24 июня — Иван Асень II, болгарский царь.
- 2 августа — Григорий IX (папа римский).
- 23 сентября — Сно́рри Сту́рлусон, исландский скальд, прозаик, историограф.
- 10 ноября — Целестин IV, папа римский.
- 11 декабря — Угэдэй, великий хан Монгольской империи.
- Амори VI де Монфор — французский полководец и политический деятель.